# Styringomyia soembana
Styringomyia soembana är en tvåvingeart som beskrevs av Edwards 1932. Styringomyia soembana ingår i släktet Styringomyia och familjen småharkrankar. Inga underarter finns listade i Catalogue of Life.